# Hiroki Nakayama
Hiroki Nakayama (中山 博貴 Nakayama Hiroki?, nacido el 13 de diciembre de 1985 en Kagoshima) es un exfutbolista japonés. Jugaba de centrocampista y su único club fue el Kyoto Sanga FC de Japón.

## Trayectoria

### Clubes
| Club           | País  | Año         |
| -------------- | ----- | ----------- |
| Kyoto Sanga FC | Japón | 2004 - 2015 |

## Estadística de carrera

### J. League
| Club               | Año   | J. League | J. League | Copa J. League | Copa J. League | Total | Total |
| Club               | Año   | Part.     | Goles     | Part.          | Goles          | Part. | Goles |
| ------------------ | ----- | --------- | --------- | -------------- | -------------- | ----- | ----- |
| Kyoto Purple Sanga | 2004  | 19        | 3         | -              | -              | 19    | 3     |
| Kyoto Purple Sanga | 2005  | 2         | 0         | -              | -              | 2     | 0     |
| Kyoto Purple Sanga | 2006  | 11        | 2         | 2              | 0              | 13    | 2     |
| Kyoto Sanga FC     | 2007  | 19        | 3         | -              | -              | 19    | 3     |
| Kyoto Sanga FC     | 2008  | 14        | 0         | 6              | 0              | 20    | 0     |
| Kyoto Sanga FC     | 2009  | 8         | 1         | 1              | 0              | 9     | 1     |
| Kyoto Sanga FC     | 2010  | 29        | 1         | 5              | 0              | 34    | 1     |
| Kyoto Sanga FC     | 2011  | 35        | 5         | -              | -              | 35    | 5     |
| Kyoto Sanga FC     | 2012  | 39        | 6         | -              | -              | 39    | 6     |
| Kyoto Sanga FC     | 2013  | 16        | 0         | -              | -              | 16    | 0     |
| Kyoto Sanga FC     | 2014  | 28        | 0         | -              | -              | 28    | 0     |
| Kyoto Sanga FC     | 2015  | 1         | 0         | -              | -              | 1     | 0     |
| Total              | Total | 221       | 21        | 14             | 0              | 235   | 21    |

## Palmarés

### Títulos nacionales
| Título    | Club               | País  | Año  |
| --------- | ------------------ | ----- | ---- |
| J2 League | Kyoto Purple Sanga | Japón | 2005 |